# Plantatge de fulla estreta
El plantatge de fulla estreta o plantatge lanceolat (Plantago lanceolata), popularment (herba de) cinc-costures, cinc-nervis, cinc-venes, cinc-costelles, herba de cinc ratlles, herba de cinc nervis a Menorca, i orella de llebre a Eivissa, és una planta herbàcia perenne de la família de les plantaginàcies present a gairebé tot Europa, i és molt comuna a l'estat espanyol. Al Principat de Catalunya és freqüent arreu, exceptuant-ne les parts més seques, i és, especialment, abundant als prat i als herbassars mesòfils. N'hi ha en prats, pasturatges, rases, terrenys, camps incultes i marges de senders i boscos. Floreix de mitjan primavera fins a fi d'estiu. La recol·lecció de les fulles es duu a terme a la primavera, les arrels tot l'any. El terme Plantago prové dels termes llatins ‘planta' i ‘agere', que significa ‘planta que fa créixer altres plantes'.

## Morfologia

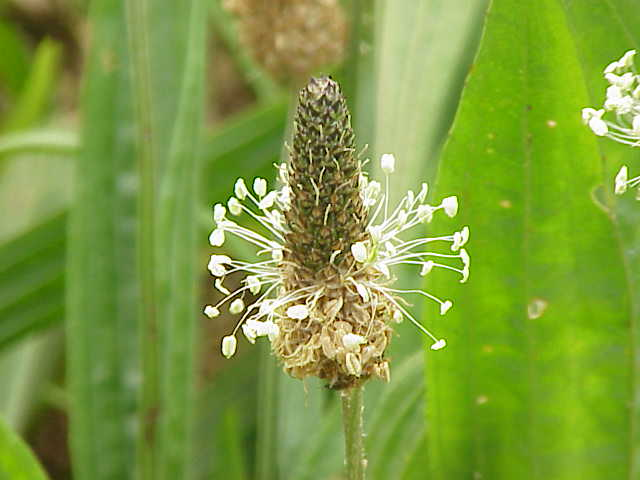
Inflorescència, mostrant els estams molt exserts, o sigui, sobresortint de la corol·la

Planta vivaç, presenta un rizoma vertical, curt i gruixut, que pot formar, sovint, més d'una roseta de fulles. Les fulles tenen una pubescència variable i poden ser glabrescents, poc piloses o hirsutes. El limbe és lanceolat, acuminat, enter o més o menys dentat i amb 3-5 nervis. La fulla s'atenua en un pecíol llarg i prim, tot i que, més rarament pot ser sèssil.
Les flors es disposen en una espiga ovoide o oblonga densa. Les bràctees són amplament ovals, llargament acuminades, brunes i una mica piloses al revers. L'escapus de l'espiga és el doble de llarg que les fulles, pubescent, i amb 5 o més profunds solcs a la superfície.
Les flors són hermafrodites, actinomorfes, tetràmeres i proterògines. El calze està format per 4 sèpals. Els anteriors estan soldats per la major part de la seva longitud, són relativament amples i presenten les carenes separades; mentre que els posteriors són una mica pilosos i acuminats en una punta curta.
La corol·la és gamopètala, amb un tub i glabre. Està dividida en 4 lòbuls de lanceolats a ovalats, aguts o acuminats.
L'androceu consta de 4 estams inserits al tub de la corol·la.
Les anteres són grogues i de dehiscència longitudinal.
El gineceu és súper, bicarpel·lar, sincàrpic i bilocular amb els primordis seminals de placentació axial. Hi ha un sol estil filiforme.
El fruit és una càpsula, oblonga, obtusa i bilocular. A cada cel·la presenta una llavor oblonga, canaliculada per la cara interna.
La droga d'aquesta planta es troba a tota ella.

## Usos medicinals
Plantago lanceolata és un remei segur en el tractament de les vies respiratories superiors, ja que resulta expectorant i al mateix temps protegeix les mucoses.
En forma d'infusió s'usa per al tractament d'afeccions gastrointestinals.
La decocció s'utilitza per al tractament d'inflamacions dermatològiques, úlceres malignes. També és útil en el tractament de l'estomatitis ulcerosa.